# Naima Lamcharki
Naima Lamcharki, en arabe : نعيمة المشرقي, est une actrice marocaine née le 11 juillet 1943 à Casablanca et morte  dans la même ville le 5 octobre 2024.

## Biographie
Pour Libération, elle est « l'une des figures emblématiques de la scène artistique marocaine ».
En 2001 elle reçoit le prix de la meilleure actrice dans un premier rôle au Festival national du film pour À la recherche du mari de ma femme.
En juillet 2012, elle est faite officer de l'Ordre du Mérite National marocain.
En 2021, elle reçoit le prix de la meilleure actrice au festival du film arabe de Malmö (en) pour son rôle dans L'automne des pommiers de Mohamed Mouftakir.
Naima Lamcharki meurt à Casablanca le 5 octobre 2024 à l'âge de 81 ans.
La 21e édition du Festival international du Film de Marrakech lui rend un hommage posthume.

## Filmographie

### Cinéma
- 1958 : Ana dice si de Pedro Lazaga : amie de fête de Juan
- 1962 : La venganza de Don Mendo de Fernando Fernan Gomez : l'attardée
- 1963 : Casablanca, nid d'espions de Henri Decoin
- 1977 : Noces de sang de Souheil Ben Barka : la folle
- 1982 : Les Beaux jours de Shéhérazade de Mustapha Derkaoui : Aïcha
- 1985 : 44 ou les Récits de la nuit de Moumen Smihi
- 1989 : Badis de Mohamed Abderrahman Tazi
- 1993 : À la recherche du mari de ma femme de Mohamed Abderrahman Tazi : Lalla Rabea
- 1993 : L'articolo 2 de Maurizio Zaccaro : Malika
- 1996 : Lalla Hobby de Mohamed Abderrahman Tazi : Lalla Rabea
- 1998 : I giardini dell'Eden d'Alessandro d'Alatri : la femme de Shimon
- 2001 : Café de la plage de Benoît Graffin : la mère de Detsoul
- 2002 : Et après ? de Mohamed Ismail : Khaddouj
- 2006 : Mauvaise foi de Roschdy Zem : Habiba
- 2010 : La Grande villa de Latif Lahlou
- 2017 : Une goutte d'huile suffit de Rachid El Ouali (court métrage)
- 2020 : L'Automne des pommiers de Mohamed Mouftakir

### Télévision
- 1990 : La Famille Ramdam (série télévisée)
- 1997 : Solomon de Roger Young (téléfilm) : la troisième épouse
- 1997 : Un été aux hirondelles d'Ismaël Ferroukhi (téléfilm) : la mère d'Akim
- 2003 : Taman al-Rahil (The Price of Departure) de Mohamed Chrif Tribak (téléfilm)